# Vid (Metković)
Vid je naselje u Hrvatskoj, tri kilometra udaljeno od Metkovića, te je njegovo najveće prigradsko naselje. Izgrađeno uz obalu rijeke Norin, desne pritoke rijeke Neretve na mjestu nekadašnjeg rimskog grada Narone. Na nekadašnjem antičkom forumu danas se nalazi Arheološki muzej Narona sagrađen na samim ostacima hrama.

## Crkve u Vidu

### Starokršćanske bazilike
| Ostatci bazilike na lokalitetu Erešove bare |  | Ostatci bazilike na lokalitetu Erešove bare |
| Ostatci bazilike na lokalitetu Erešove bare |  | Krstionica pored crkve sv. Vida             |

Prvim djelomičnim istraživanjima koje je provodio 1972. Nenad Cambi iz Arheološkog muzeja u Splitu, te istraživanjima cijelog lokaliteta 1990. i 1993. pod vodstvom Emilija Marina, utvrđeno je da je strokršćanska Narona uoči propasti imala tri bazilike: baziliku u Erešovim barama, baziliku u vodovodu te baziliku na čijem je mjestu danas crkva sv. Vida. Bazilika na Erešovim barama je djelomično iskopana, a bazilika u vodovodu je zatrpana, ponajviše zbog neriješenih vlasničkih odnosa.
Bazilika na Erešovim barama je bila izgrađena na mjestu vile rustice (porušene vjerojatno u V. st.) krajem VI. ili početkom VII. st. Bila je to jednobrodna crkva s narteksom i apsidom koja je izvana bila četvrtasta, a iznutra polukružna. Uz zid apside s unutrašnje strane pronađena je klupa za kler. Pronađeni su i ulomci oltarne pregrade koja je dijelila prostor crkve na onaj namijenjen vjernicima i onaj namijenjen kleru.
Bazilika na mjestu današnje crkve sv. Vida bila je jednobrodna, dimenzije 25×30 m s polukružnom apsidom na istoku i narteksom na zapadu te aneksima na sjeveru i jugu. U sjevernom je aneksu 1992. otkriven starokršćanski baptisterij sa zdencom osmerokutnog oblika, dubine 115 cm, te sa stepenicama u smjeru sjever-jug. Zdenac je značajan po tome što je jedini poznati krsni zdenac u Dalmaciji oslikan raznobojnim mramorom. Padom Narone počinje i propadanje bazilike, a na njenim ruševinama nastaje kasnosrednjovjekovno groblje (14. – 15. st.), koje je možda bilo u upotrebi i u 16. stoljeću. Unutar prostora bazilike evidentirano je pedesetak grobova.

### Crkva sv. Vida
Crkva sv. Vida smještena je na ulazu u mjesto. Jednobrodna je građevina s četvrtastom apsidom, duga 13, a široka 9,5 metara. Na pročelju je zvonik na preslicu za tri zvona, te natkriveni narteks koji je podignut 1900. Jedna je od najstarijih crkava u Dolini Neretve. Iako postoje pretpostavke da je sagrađena u predtursko doba, naknadna istraživanja su donekle osporila te pretpostavke i vrijeme izgradnje datirale vjerojatno u 16. stoljeće. Ono što se sa sigurnošću zna je to da je sagrađena na mjestu puno veće crkve, jedne od triju starokršćanskih bazilika ondašnje Narone. Tijekom arheoloških istraživanja pronađeno je i pedesetak grobova iz 14. i 15. stoljeća. Tijekom vremena često je bila zatvarana, što je ovisilo o njenom stanju. Od 1901. do 1961. bila je i župnom crkvom mjesta, a izgradnjom današnje crkve Gospe Snježne, prestaje ta funkcija. Sadašnji izgled crkva je dobila 1995.
 U Crkvi se nalazi restaurirani drveni kip sv. Vida, Gospina slika (rad slikara Darka Šoše) te manji stalni postav o arheološkim iskopavanjima i obnovi objekta o kojemu skrbi Arheološki muzej Narona. Zaštićeno je kulturno dobro.

### Crkva Gospe Snježne
Župna crkva Gospe Snježne (lokalnog naziva Gospe Ledene) sagrađena je na brežuljku iznad mjesta. Na tom mjestu su postojale dvije crkve. Crkva sv. Marije sagrađena je u predtursko doba, a srušili su je Turci. Oslobođenjem od Turaka, krajem 17. stoljeća, na njenu mjestu izgrađena je manja crkva. Porastom broja stanovnika, 1901. odlučeno je da se ona sruši, a na njenu mjestu izgradi sadašnja crkva. Jednobrodna je to građevina s polukružnom apsidom, dužine 26 m i širine 12 metara, a izgrađena je po nacrtu danskog arhitekte i arheologa Ejnara Dyggvea. Do Drugoga svjetskog rata bili su podignuti samo zidovi, a tek oko 1955. počinje intenzivnija gradnja koja traje do 1965. Splitsko-makarski biskup Frane Franić posvećuje je 1. svibnja 1965. Nakon osam godina uz crkvu je izgrađen zvonik visine 27 metara, prema nacrtu inženjerke Đene Hamzić. U crkvi se nalazila Gospina slika nepoznatog slikara venecijanskog baroka s kraja 17. ili početka 18. stoljeća. Prenesena je iz crkve sv. Vida, a trenutačno se nalazi u župnoj kući.
Iznad portala ugrađena je rozeta iz prijašnje crkve te brončani kip Gospe (djelo kiparice Marije Ujević). U unutrašnjosti crkve nalaze se i mozaik Ivan krsti Isusa (rad kipara Stjepana Skoke), dva Gospina kipa i kip sv. Ante Padovanskoga.

### Crkva sv. Ivana Krstitelja na Dragoviji
Nalazi se u mjestu Dragovija iznad Vida. Sagrađena je krajem 17. ili početkom 18. stoljeća, nakon oslobođenja od Turaka. Po naređenju biskupa Fabijana Blaškovića 1779. prvotna mala crkva povećana je na današnje dimenzije (11,50×5 metara). Na vrhu pročelja je zvonik na preslicu za tri zvona, a u crkvi se nalazi kip sv. Ivana Krstitelja Obnovljena je 1989. Služba u crkvi se obavlja nekoliko puta na godinu.

## Župa Vid
Povijest župe seže u vrijeme nakon Bečkog rata kad je bila dijelom podjezerske župe. Oko 1720., podjelom je pripala župi Borovci. U njenu sastavu bila su naselja Vid, Dragovija, Nova Sela, Borovci, Rujnica i Desne. Stjepan Blašković, makarski biskup, 25. svibnja 1733. dijeli je na župu Vid (mjesta Vid, Dragovija i Vratar) i župu Borovci (Borovci, Nova Sela, Rujnica i Desne). U početku su službu vršili župnici novoosnovane župe Borovci, a 1765. župa dobiva prvog župnika, don Barišu Vitanovića. Današnja župa obuhvaća mjesta Vid, Prud, Dragoviju, Podgrede i Ograđ.
Slijedi popis župnika kroz povijest:
| - o. Ante Maroević (1752.) - o. Petar Erceg dušobrižnik sela Vid (1762.) - don Bariša Vitanović (1765. – 1771.) - don Pavao Bašić (1771. – 1773.) - don Mate Vuletić (1773. – 1778.) - don Bariša Gluščević (1778.) - don Frano Kostović (1779. – 1781.) - don Jakov Maršić (1781. – 1784.) - don Ante Dragoević (1784. – 1786.) - don Grgo Popović (1786.) - don Andrija Jurišin (1792. – 1794.) - don Bariša Gluščević (1797. – 1798.) - don Josip Petrović Pipličić (1798. – 1804.) - od 1804 do 1814. župa je bez župnika - poslužuju župnici Borovaca i Rujnice | - don Josip Ivan Bašić (1814. – 1815.) - don Bariša Ereš (1816. – 1851.) - don Marin Krstulović (1851. – 1852.) - don Grgo Vodanović (1852. – 1855.) - don Ivan Matešan (1855. – 1857.) - don Nikola Vežić (1857. – 1858.) - don Marko Marušić (1858. – 1859.) - don Stjepan Čulić (1859. – 1860.) - don Filip Mihovilović (1861.) - don Josip Gabrić (1862. – 1865.) - don Mate Babić (1865. – 1881.) - don Jure Radojković (1881. – 1895.) - don Stipan Banović (1895. – 1896.) - don Stipan Tomašević (1896. – 1897.) - don Josip Damić (1897. – 1913.) | - don Ivan Raič (1913. – 1914.) - don Serafin Puratić (1914. – 1938.) - don Vinko Buble (1938. – 1946.) - od 1946. – 1948. župa je bez župnika - poslužuje fra Vjeko Vrčić iz Metkovića - don Frane Bego (1948. – 1955.) - don Ante Vojnović (1955. – 1961.) - don Mate Selak (1961. – 1969.) - don Pavao Banić (1969. – 1975.) - don Jure Marasović (1975. – 1995.) - don Stanko Vrnoga (1995. – 2010.) - don Mladen Margeta (2010. – 2015.) - don Ivo Bezina (2015. – 2016.) - don Milivoj Čale (2016.- |

## Stanovništvo
Prema popisu stanovništva iz 2011. godine u Vidu obitava 796 stanovnika.
| broj stanovnika | 477   | 551   | 532   | 594   | 686   | 769   | 963   | 1053  | 1080  | 1146  | 1256  | 1070  | 674   | 748   | 779   | 796   | 690   |
|                 | 1857. | 1869. | 1880. | 1890. | 1900. | 1910. | 1921. | 1931. | 1948. | 1953. | 1961. | 1971. | 1981. | 1991. | 2001. | 2011. | 2021. |

## Znamenitosti
- Arheološki muzej Narona, prvi muzej u Hrvatskoj izgrađen in situ
- spomenik knezu Domagoju (prikaz kneza s tri strijelca i jednim kopljanikom), dimenzije oko 5×3 metra, rad akademskog kipara Stjepana Skoke
- Erešova kula, građevina poznata po mnogobrojnim uzidanim natpisima i spomenicima iz Narone, zbog čega predstavlja svojevrstan muzej na otvorenom. Gradio ju je od 1825. do 1851. tadašnji župnik, don Bariša Ereš.[16] Zaštićeno je dobro Republike Hrvatske.
- Kuća Bukovac-Šiljeg i kuća Markota - kuće s kraja 18. i početka 19. stoljeća s mnogim ugrađenim antičkim spolijima. Klasični su primjeri stambene seoske arhitekture toga doba, s gospodarskim dijelom u prizemlju, a stambenim na katu. Obje su zaštićena dobra Republike Hrvatske.[17][18]
- Gradski bedemi čiji najstariji ostatci potječu iz 4./3. st. pr. Kr., građeni su u tradiciji ilirsko-helenističkog obrambenog sustava. Na vrhu brijega pronađene su ostatci dviju okruglih kula, a u drugoj fazi gradnje građene su u obliku četverokuta. Na komunikaciji Narona – Bigeste (Ljubuški) – Salona (sjeverni potez zidina) pronađeno je još šest kula te gradska vrata, a na jugozapadnom potezu zidina otkrivene su četiri pravokutne kule, vrlo vjerojatno iz 2. st. pr. Kr.[19]
- Zavjetna kapelica sv. Ante kod mjesta Ograđ (2 km od Vida) koja je izgrađena 1934.[20]
- Kamena ploča sv. Ante i sv. Paška na lokalitetu Pod Ograđem nepoznatog vremena nastanka. Dva je puta mijenjala lokaciju, a na današnju je prenesena po završetku Domovinskog rata. Budući da je bila u lošem stanju, pripadnici III. voda, A satnije, 116. brigade su kao zavjet dali napraviti istovjetnu novu i tom prigodom uređen je i okoliš i postavljen kameni oltar. Izvorna ploča nalazi se u župnoj dvorani u Vidu.[21]

- Arheološki muzej Narona
- Spomenik knezu Domagoju
- Erešova kula
- Kuća Bukovac - Šiljeg
- Kuća Markota
- Ostatci gradskih bedema
- Kapelica sv. Ante na Ograđu
- Kamena ploča sv. Ante i sv. Paška na Ograđu

## Udruge
- Hrvatsko starinarsko športsko kulturno društvo "Narona" nastalo je na temeljima Starinarskog društva "Narona" osnovanog 11. svibnja 1930. Inicijator i prvi predsjednik društva bio je tadašnji župnik don Serafin Puratić, a društvo je prestalo s radom nekada u Drugom svjetskom ratu. Današnje društvo sastoji se od podsekcija:[22]
  - Udruga lađara Domagojevi gusari,
  - Udruga Domagojevi strijelci,
  - Udruga Vesela bratstva vidonjskog pučanstva,
  - MNK Vid,
  - KKK Sveti Vid,
  - Udruga Mladih Vid,
  - KUD Župa Vid.
- Društvo brakova Vidonjki i Vidonjaca

## Sport
- Svake godine 4. kolovoza na Norinu se od 2005. godine dan uoči blagdana Ledene Gospe, zaštitnice župe Vid vozi "Kup kneza Domagoja", natjecanje u vožnji neretvanskih lađa, kao svojevrsna uvertira Maratonu lađa na Neretvi.[23]

## Vanjske poveznice
- Portal sela Vid
- Stranica Arheološkog muzeja NARONA